# Андреев, Евгений Михайлович
Евге́ний Миха́йлович Андре́ев (20 ноября 1894 года, дер. Черни, Брестский уезд, Гродненская губерния — 3 апреля 1968 года, Москва) — советский военный деятель, генерал-майор ВС СССР (20 декабря 1942 года), генерал бригады ВС ПНР.

## Начальная биография
Евгений Михайлович Андреев родился 20 ноября 1894 года в деревне Черни ныне Брестского района Брестской области Белоруссии.
Учился в Радомской гимназии. Летом 1914 года переехал в Минск, затем в Казань, а в 1915 году — в Москву, где продолжил учёбу в эвакуированной 1-й Варшавской гимназии, одновременно работал в материальной службе Курской железной дороги. Весной 1917 года Андреев окончил учёбу и затем поступил в Московский университет.

## Военная служба

### Первая мировая и гражданская войны
В конце 1917 года августа поступил на службу вольноопределяющимся во 2-й запасной мортирный дивизион, дислоцированный в Серпухове, однако уже в декабре был демобилизован, после чего продолжил учёбу в Московском университете и одновременно работал счетоводом в материальной службе Северной железной дороги. После окончания 1 курса В 1918 году перевёлся в Московский коммерческий институт.
В декабре 1919 года призван в ряды РККА и направлен во 2-ю запасную артиллерийскую бригаду, дислоцированную в Москве. С апреля 1920 года учился на курсах тяжёлой артиллерии в Москве, вскоре передислоцированные в Детское Село, однако уже в июле Е. М. Андреев в составе Петроградской бригады красных курсантов был направлен на Южный фронт, где принимал участие в боевых действиях против войск под командованием генерала П. Н. Врангеля.

### Межвоенное время
Осенью 1920 года направлен на учёбу на Одесские курсы тяжёлой артиллерии, после окончания которых в мае 1921 года был оставлен на курсах курсовым командиром. В 1924 году курсы были преобразованы в Одесскую артиллерийскую школу, после чего Е. М. Андреев служил на должностях командира взвода и начальника разведки.
В октябре 1925 года назначен на должность помощника командира батареи в составе 51-го артиллерийского полка (51-я Перекопская стрелковая дивизия), дислоцированного в Одессе. В ноябре 1926 года направлен на учёбу на разведывательные курсы усовершенствования командного состава в Москве, после окончания которых в сентябре 1927 года вернулся в 51-ю стрелковую дивизию и служил в составе 153-го Замоскворецкого стрелкового полка на должностях командира батареи и помощника командира дивизиона.
В феврале 1932 года назначен на должность начальника штаба ПВО пункта Одесса в составе 6-го стрелкового корпуса (Украинский военный округ), а в декабре 1933 года — на должность начальника штаба 1-го полка МПВО в Киеве, одновременно с этим с 1934 года учился на вечернем отделении Военной академии имени М. В. Фрунзе, которое окончил в декабре 1937 года.
В июне 1936 года Е. М. Андреев назначен на должность начальника штаба в 4-й полк МПВО в Ленинграде, а в июне 1938 года — на должность начальника учебного отдела Высших курсов МПВО в Москве. В сентябре 1939 года переведён в Военную академию имени М. В. Фрунзе, где служил преподавателем факультета ПВО, а с апреля 1941 года — старшим преподавателем кафедры авиазенитной обороны, службы ВНОС и МПВО, однако уже 16 июня 1941 года назначен начальником курсов усовершенствования высшего начальствующего состава Высшей военной школы ПВО Красной армии.
В 1941 году вступил в ряды ВКП(б).

### Великая Отечественная война
С началом войны находился на прежней должности.
В сентябре 1941 года направлен на Северо-Западный фронт и по прибытии назначен на должность начальника отдела ПВО 34-й армии, которая вела оборонительные боевые действия в 30 километрах восточнее Демянска на рубеже Кирилловщина — озеро Велье.
6 марта 1942 года назначен на должность командира 370-й стрелковой дивизии, ведшей боевые действия южнее магистрали Валдай — Старая Русса в ходе Демянской операции, с 24 апреля — против демянской группировки противника, в феврале 1943 года — в ходе Демянской наступательной операции, а с марта 1943 года — на подступах к Старой Руссе. 24 августа 1943 года после неудачных действий на старорусском направлении генерал-майор Е. М. Андреев был снят с занимаемой должности, после чего находился в распоряжении Главного управления кадров НКО и в сентябре того же года направлен в Управление вузов Главного управления кадров, где назначен на должность начальника 2-го, а в декабре того же года — 3-го отделов.

### Послевоенная карьера
После окончания войны находился на прежней должности.
В апреле 1946 года назначен на должность начальника 2-го отдела Управления вузов стрелковых войск, в августе 1947 года — на должность заместителя начальника этого управления, а в июле 1949 года — на должность начальника отдела по руководству высшими военно-учебными заведениями при заместителе главкома Сухопутных войск по боевой подготовке.
Приказом Военного министра СССР от 18 марта 1950 года генерал-майор Е. М. Андреев был направлен в распоряжение министра национальной обороны ПНР с оставлением в кадрах Советской армии, где назначен на должность начальника кафедры общей тактики и службы штабов Академии Генерального штаба в Рембертуве.
В июле 1951 года вернулся в СССР, после чего находился в распоряжении Главного управления кадров и в декабре того же года назначен на должность начальника отдела высших военно-учебных заведений Главного управления боевой и физической подготовки Сухопутных войск Советской армии, а в феврале 1953 года — на должность начальника 1-го отдела Управления всевобуча Главного управления боевой и физической подготовки Сухопутных войск.
Генерал-майор Евгений Михайлович Андреев 6 июня 1953 года вышел в запас. Умер 3 апреля 1968 года в Москве. Похоронен на Ваганьковском кладбище.

## Награды
- Орден Ленина (30.04.1945);
- Три ордена Красного Знамени (14.02.1943[5], 03.11.1944, 15.11.1950);
- Орден Отечественной войны 1 степени (04.06.1944);
- Медали.